# بول فورد (مؤلف)
بول فورد (بالإنجليزية: Paul Leicester Ford) (و. 1865 – 1902 م) هو مؤلف، وروائي، ومؤرخ، وكاتب، وكاتب سير أمريكي، ولد في بروكلين، كان عضوًا في الأكاديمية الأمريكية للفنون والآداب، توفي في مانهاتن، عن عمر يناهز 37 عاماً.

## وصلات خارجية
- بول فورد على موقع IMDb (الإنجليزية)
- بول فورد على موقع قاعدة بيانات برودواي على الإنترنت (الإنجليزية)
- بول فورد على موقع قاعدة بيانات الفيلم (الإنجليزية)

- بول فورد في قاعدة بيانات الأفلام على الإنترنت